# クラスノヤルスク市電
クラスノヤルスク市電（ロシア語: Красноярский трамвай）は、ロシア連邦の都市・クラスノヤルスクの路面電車。2021年現在はトロリーバス（クラスノヤルスク・トロリーバス）と共にクラスノヤルスク市が所有するクラスノヤルスクゴルトランス（Красноярскгортранс）による運営が行われている。

## 概要
ソビエト連邦（ソ連）時代の1958年に開通した路面電車。4月29日から無料運転が行われ、運賃を徴収する本格的な営業運転は5月1日から始まった。利用客数がピークを迎えたのはソ連末期の1989年で、当時は最大3両編成の列車が満員となるほどの乗客を運んでいたが、ソビエト連邦の崩壊後は路線網が縮小し、2004年に十月橋（Октябрьскому мостам）を通る区間が廃止されて以降、エニセイ川の右岸にのみ路線網を有する状態が続いている。2021年現在は以下の4系統が運行している。
| 系統番号 | 経由                                                                                              | 営業キロ | 開通日       | 備考                                         |
| -------- | ------------------------------------------------------------------------------------------------- | -------- | ------------ | -------------------------------------------- |
| 4        | КрасТЭЦ - Предмостная площадь - ул. 60 лет Октября - ул. Мичурина - КрасТЭЦ                       | 23.2km   | 1967年1月1日 | ラケット型環状系統（右回り） 7号線とは逆回り |
| 5        | пос. Энергетиков - ул. 60 лет Октября - пр˗т им. газеты «Красноярский рабочий» - пос. Энергетиков | 23.3km   | 1967年1月1日 | ラケット型環状系統（左回り） 6号線とは逆回り |
| 6        | пос. Энергетиков - пр˗т им. газеты «Красноярский рабочий» - ул. 60 лет Октября - пос. Энергетиков | 24.15km  | 1976年1月1日 | ラケット型環状系統（右回り） 5号線とは逆回り |
| 7        | КрасТЭЦ - ул. Мичурина - ул. 60 лет Октября - Предмостная площадь - КрасТЭЦ                       | 23.2km   | 1967年1月1日 | ラケット型環状系統（右回り） 4号線とは逆回り |

## 車両
2022年時点でクラスノヤルスク市電に在籍している車両は以下の通り。主力車両はソ連時代に導入された71-605で、2010年代からは地元のクラスノヤルスク電気自動車修理工場（Красноярский электровагоноремонтный завод、КрЭВР3）による更新工事が継続的に実施されており、特に2016年以降はプラグドアやLED照明を取り入れた新造車体、誘導電動機やトランジスタ制御の採用など大規模な近代化が行われている。ただし2021年以降超低床電車の導入により71-605の廃車が進められており、2024年末までに導入されるウスチ＝カタフスキー車両製造工場製の25両の車両の導入により完全な置き換えが予定されている。また、それらとは別に今後の延伸を踏まえて2車体連接車50両の導入も検討されている。
| 形式   | 形式     | 備考                                  |
| ------ | -------- | ------------------------------------- |
| 71-605 | 71-605   |                                       |
| 71-605 | 71-605A  |                                       |
| 71-619 | 71-619K  |                                       |
| 71-619 | 71-619KT |                                       |
| 71-153 | 71-153   | 部分超低床電車 2022年時点で運用離脱中 |
| 71-911 | 71-911EM | 超低床電車                            |

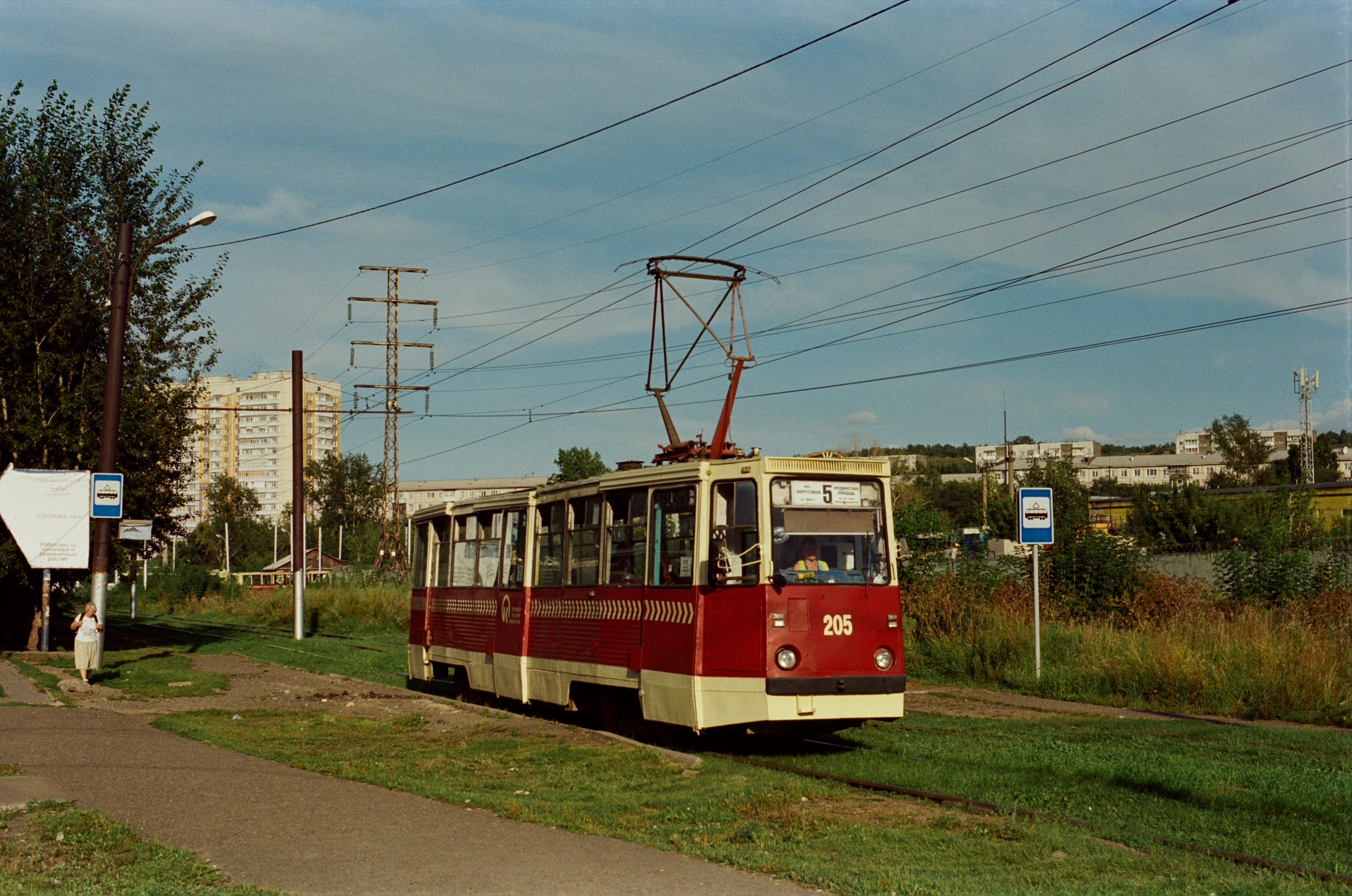
71-605 （205、2020年撮影）
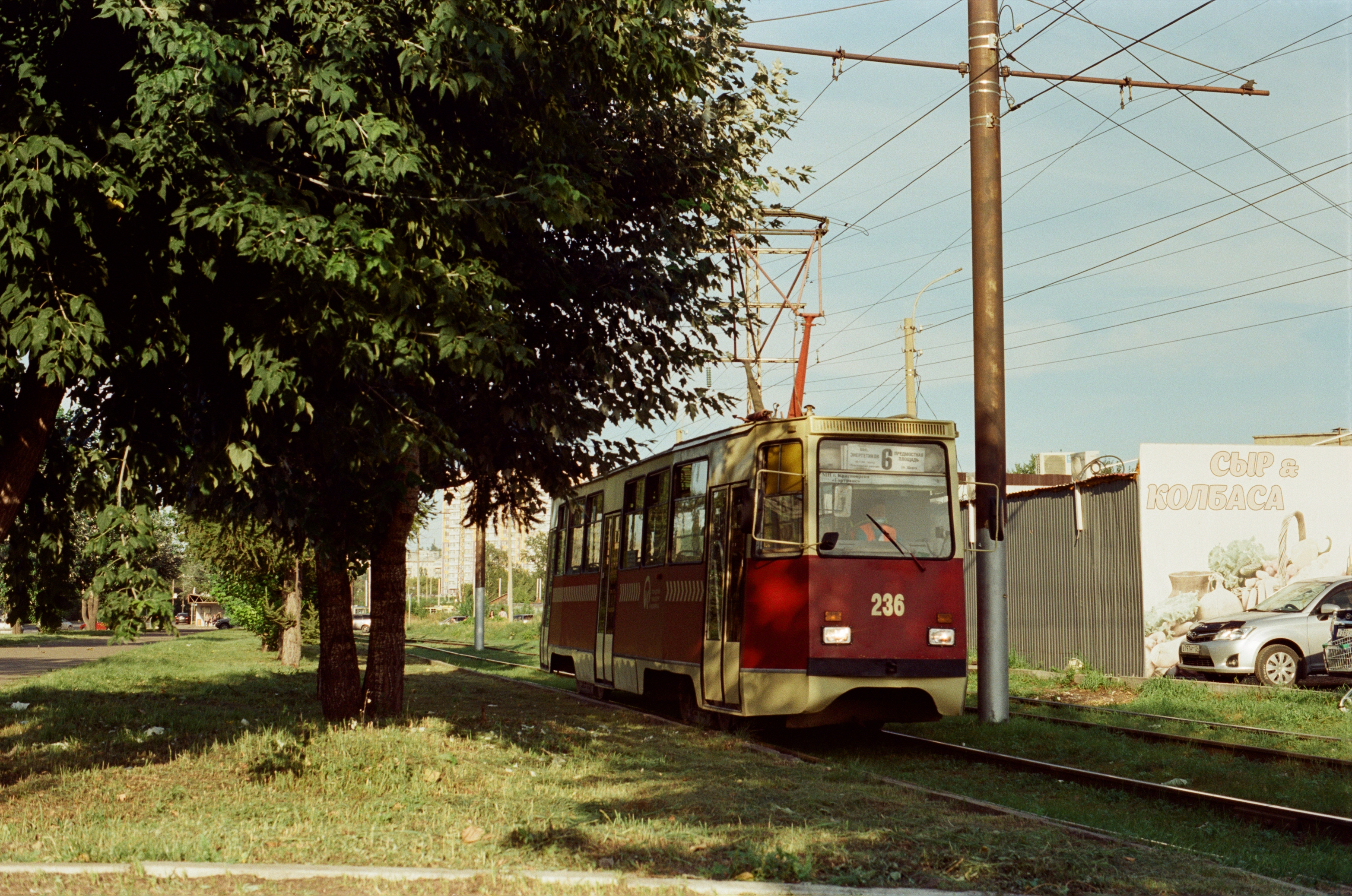
71-605（近代化車両） （236、2020年撮影）
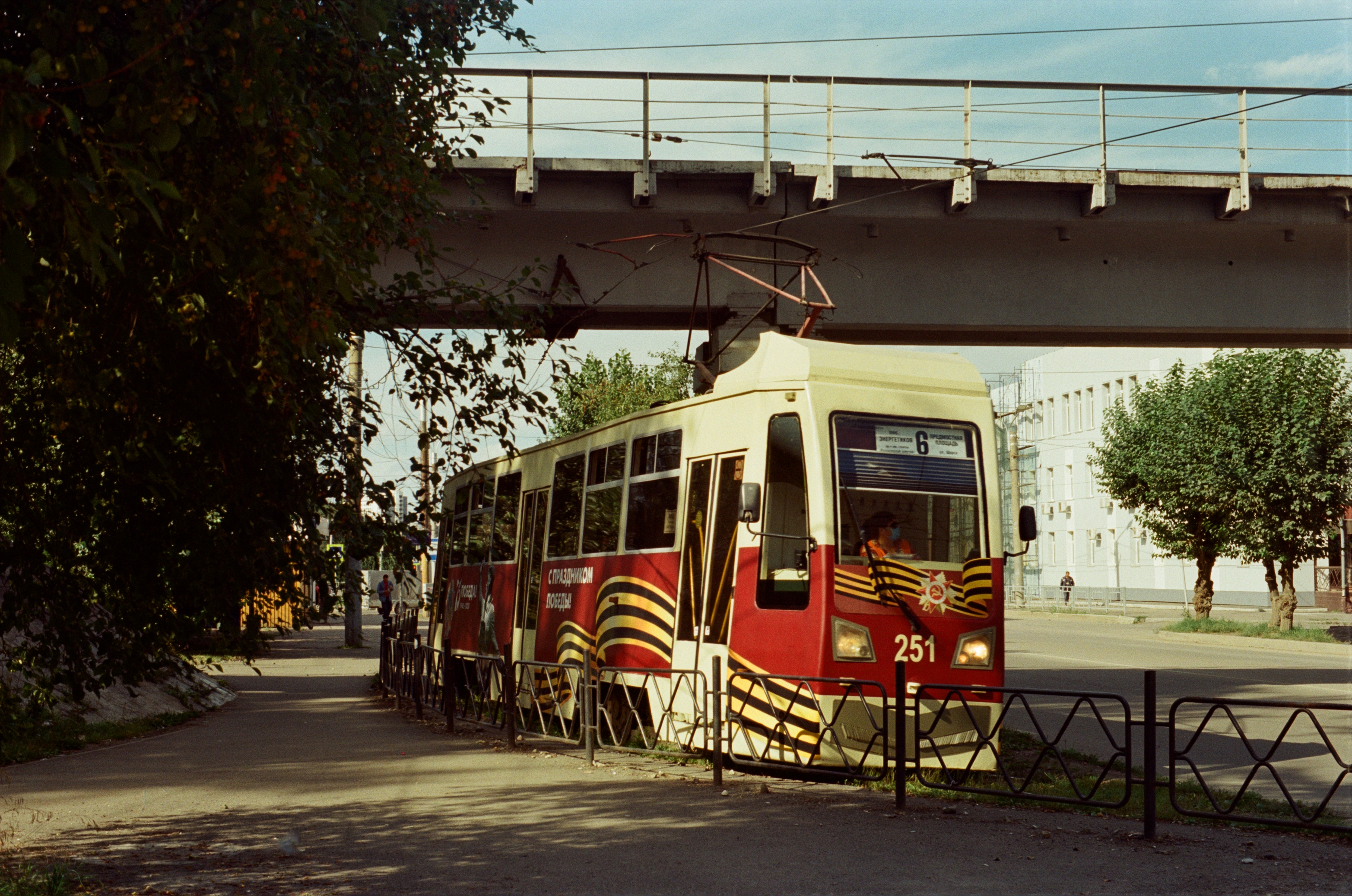
71-605（大規模近代化車両） （251、2020年撮影）
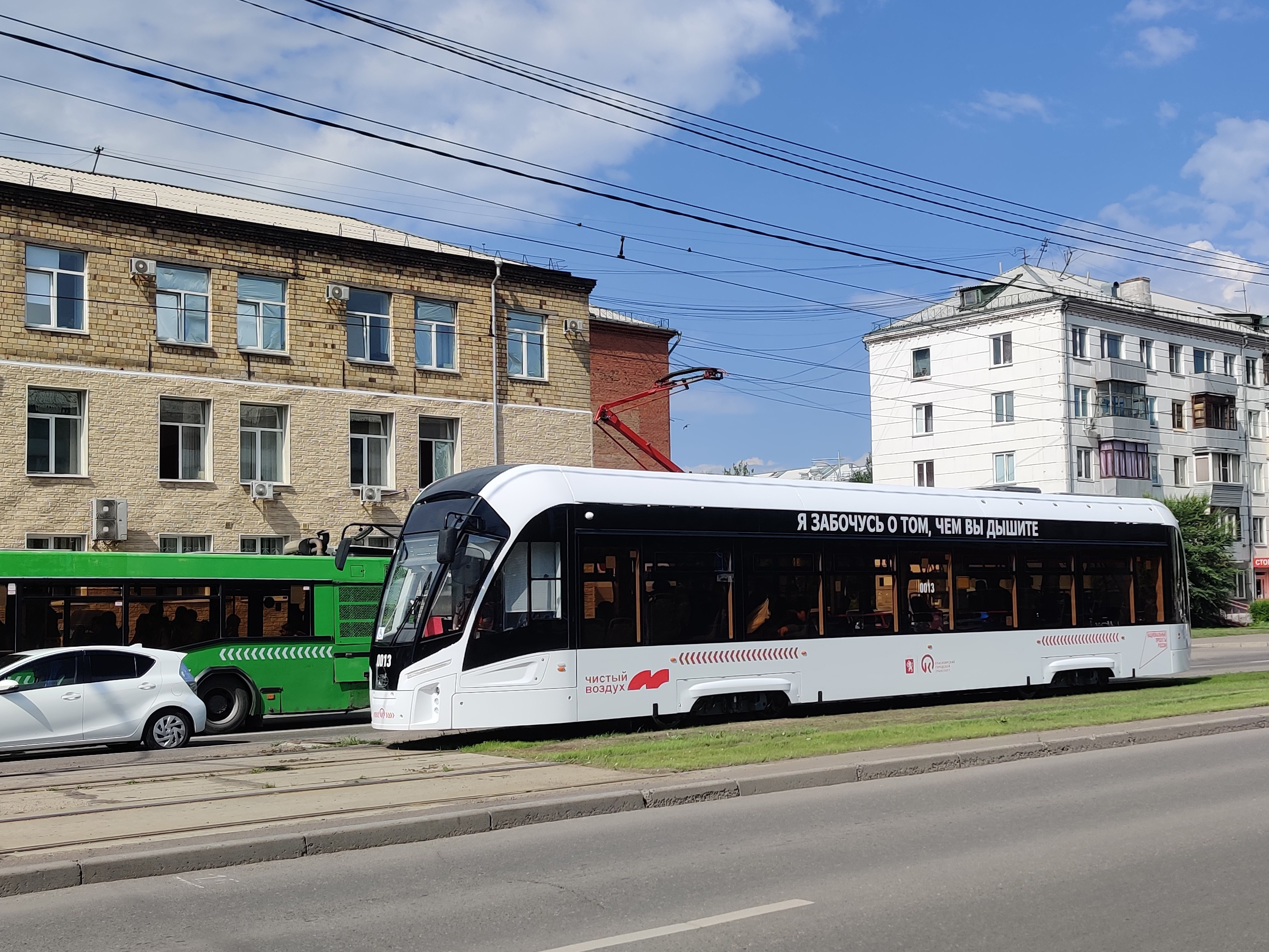
71-911EM （2022年撮影）

## 今後の予定
2019年時点でクラスノヤルスク市では地下鉄（クラスノヤルスク地下鉄）の建設や路線バスの拡充などの公共交通網の整備を計画しており、その中には共同体橋（Коммунальному мостам）や十月橋を渡りエニセイ川の左岸へ直通する路面電車路線の復活が含まれている。また、新型車両についても2021年にPC輸送システムズとの間に超低床電車（71-911EM "ライオネット"）の導入契約が結ばれており、2022年の時点で25両が運用に就いている。